# 陳衍 (宦官)
陈衍（?—?）。开封府（今河南省开封市）人，北宋宦官。
陈衍以内侍事殿廷，官至供备库使。经过梁惟简推荐给高太后，主管高韩王宅，领御药院、内东门司。高太后驾崩，为山陵按行使，以左藏库使、文州刺史出为真定路都监。宋哲宗亲政，被御史来之邵等所劾，说他在元祐年间高太后垂帘时，勾结旧党，于是贬监郴州酒税务。又编管白州，徙配朱崖。章惇为宰相，称元祐旧党勾结陈衍以谋废宋哲宗；安惇、蔡京上奏弹劾陈衍疏隔两宫，将内侍十余人斥于外，以剪除人主腹心，大逆不道。宋哲宗下诏处死陈衍。